# Seznam del Stanisława Lema
Seznam del, kratkih zgodb, esejev, osnutkov poljskega pisatelja Stanisława Lema.
Stanisław Lem je najbolj znan poljski avtor ZF . Do leta 2000 so bila njegova dela prevedena v več kot 40 jezikov, s skupno naklado 27 milijonov izvodov. Njegov opus pa obsega več kot 29 izdanih znanstveno-fantastičnih knjig in 19 izdanih knjig drugih vrst. V slovenščino je bilo prevedeno 7 njegovih romanov.

## Seznam po letnici izida
| Izid | Naslov izvirnika              | Opombe |
| ---- | ----------------------------- | --- |
| 1946 | Człowiek z Marsa              | Prvi Lemov roman, o katerem je večkrat dejal, da mora biti pozabljen, saj ni bil nikoli ponatisnjen.                                                                                              |
| 1948 | Szpital przemienienia         | Roman je bil v knjižni obliki izdan leta 1955. Po knjigi je bil 1979. posnet tudi film. Govori o zdravniku, ki dela v nekem poljskem azilu.                                                       |
| 1951 | Astronauci                    | Po knjigi 1960. posnet film. Kmalu po začetku 21. stoletja se odkrije, da je krater Tunguska posledica trčenja rakete iz Venere.                                                                  |
| 1955 | Czas nieutracony              | Trilogija |
| 1955 | Obłok Magellana               | Prevedeno v slovenščino: Magellanov oblak. |
| 1955 | Sezam in druge zgodbe         | Povezana zbirka kratkih ZF zgodb o časovnih strojih, ki naj bi počistili zgodovino Zemlje. |
| 1957 | Dialogi                       | Filozofsko delo. |
| 1957 | Dzienniki gwiazdowe,          | Zbirka kratkih ZF zgodb o potovanjih Ijona Tihega. Prevedeno v slovenščino: Zvezdni dnevniki Ijona Tihega. Razširjeno leta 1966 in 1971.                                                          |
| 1959 | Inwazja z Aldebarana          | Zbirka kratkih ZF zgodb. |
| 1959 | Śledztwo                      | Detektivska povest. Po knjigi je bil leta 1979 posnet film. |
| 1959 | Eden                          | ZF roman. Vesoljska ladja trči na planet Eden, odprave pa odkrijejo nenavadno civilizacijo. Prevedeno v slovenščino: Eden.                                                                        |
| 1961 | Ksiega robotów                | Zgodba Lov je bila pozneje vključena tudi v Zgodbe o pilotu Pirxu. |
| 1961 | Powrót z gwiazd               | Astronavt se po 127 let trajajoči misiji vrne na Zemljo. |
| 1961 | Solaris                       | ZF roman. Posadka vesoljske postaje je nenavadno vplivala na planet z zavestjo, ko je ta začel komunicirati z njimi. Po knjigi je bil leta 1972 posnet ruski film, leta 2002 pa še ameriški film. |
| 1961 | Pamiętnik znaleziony w wannie | Roman govori o skrivnostnem agentu, čigar naloga je tako skrivnostna, da mu je nihče ne zna razložiti.                                                                                            |
| 1962 | Wejście na orbitę             | |
| 1964 | Niezwyciężony in druge zgodbe | ZF roman. Ladja Nepremagljiva pristane na planetu Regis III, da bi poiskala izginuli Kondor, odkrije pa evolucijo žuželkam podobnih robotov. Prevedeno v slovenščino: Nepremagljiva.              |
| 1964 | Summa Technologiae            | |
| 1967 | Cyberiada                     | Zbirka humorističnih zgodb o načrtovalcih robotov Trurlu in Klapauciusu. S tem delom bi lahko primerjali pripovedi ameriškega pisatelja Douglasa Adamsa.                                          |
| 1968 | Głos pana                     | ZF roman o prizadevanju, da se prevede zunajzemeljski radijski prenos. |
| 1968 | Filozofia Przypadku           | |
| 1970 | Fantastyka i futurologia      | Kritika znanstvene fantastike. |
| 1971 | Doskonała próżnia             | Zbirka knjižnih recenzij neobstoječih knjig. |
| 1973 | Opowieści o pilocie Pirxie    | Prevedeno v slovenščino: Zgodbe o pilotu Pirxu |
| 1973 | Wielkość urojona              | Zbirka uvodov k neobstoječim knjigam. Pod imenom Golem XIV., Lem z veliko humorja opiše ideal svojega lastnega mišljenja.                                                                         |
| 1974 | Rozprawy i szkice             | Zbirka znanstvenih esejev in druge literature. |
| 1975 | Katar                         | ZF roman. Nekdanjega ameriškega astronavta pošljejo v Italijo, da bi preučil serijo skrivnostnih smrti. Prevedeno v slovenščino: Seneni nahod                                                     |
| 1975 | Wysoki zamek                  | Avtobiografija otroštva pred 2. svetovno vojno. |
| 1975 | Rozprawy i szkice             | Eseji in osnutki. |
| 1981 | Golem XIV                     | Razširitev zgodb v delu Wielkość urojona. |
| 1982 | Wizja lokalna                 | ZF roman, ki ga Lem piše kot Ijon Tihi o planetu Entia. |
| 1986 | Fiasco                        | ZF roman o odpravi, katere cilj je sporazumeti se s civilizacijo nezemljanov, ki je zašla v krizo.                                                                                                |
| 1986 | Biblioteka XXI wieku          | Knjižnica 21. stoletja vključuje zgodbe Popolni vakuum, Nestvarna magnituda, ... |
| 1987 | Pokój na Ziemi                | ZF roman, ki ga Lem piše kot Ijon Tihi. Ko se Tihi vrne na Zemljo, poskuša prirediti dogodke med njegovim zadnjim obiskom lune.                                                                   |
| 1995 | Lube Czasy                    | Naslov se prevaja kot Dobri časi. |
| 1995 | Dziury w całym                | |
| 1996 | Zagadka                       | Zbirka kratkih ZF zgodb. |
| 1996 | Tajemnica chińskiego pokoju   | Zbirka mnenj o vdoru tehnologije v vsakdanje življenje. |
| 1996 | Sex War                       | |
| 1999 | Bomba megabitowa              | |
| 2000 | Świat na krawędzi             | Zbirka intervjujev z Lemom. |
| 2000 | Okamgnienie                   | |
| 2001 | Fantastyczny Lem              | Zbirka kratkih ZF zgodb. |
| 2002 | Tako rzecze Lem               | Zbirka intervjujev z Lemom. |
| 2003 | Mój pogląd na literaturę      | |
| 2004 | Krótkie zwarcia               | |
| 2005 | Lata czterdzieste. Dyktanda.  | Lemova dela iz 40. let 20. stoletja. |

## Seznam po književni vrsti

### Znanstvena fantastika
- Człowiek z Marsa (1946)
- Szpital przemienienia (1948)
- Astronauci (1951)
- Obłok Magellana (1955) - prevedeno kot Magellanov oblak.
- Sezam  (1955)
- Inwazja z Aldebarana (1959)
- Śledztwo (1959)
- Eden (1959) - prevedeno kot Eden.
- Ksiega robotów (1961)
- Powrót z gwiazd (1961)
- Solaris (1961)
- Pamiętnik znaleziony w wannie  (1961)
- Niezwyciężony (1964) - prevedeno kot Nepremagljiva.
- Cyberiada (1967)
- Głos pana (1968)
- Dzienniki gwiazdowe (1957, razširjen 1971) - prevedeno kot Zvezdni dnevniki Ijona Tihega.
- Doskonała próżnia (1971)
- Opowieści o pilocie Pirxie (1973) - prevedeno kot Zgodbe o pilotu Pirxu.
- Wielkość urojona (1973)
- Katar (1975) - prevedeno kot Seneni nahod.
- Golem XIV (1981)
- Wizja lokalna (1982)
- Fiasco (1986) - prevedeno kot Fijasko.
- Biblioteka XXI wieku (1986)
- Pokój na Ziemi (1987)
- Zagadka (1996)
- Fantastyczny Lem (2001)

### Filozofsko-futorološke kritike
- Dialogi (1957)
- Wejście na orbitę (1962)
- Summa Technologiae (1964)
- Filozofia Przypadku (1968)
- Fantastyka i futurologia (1970) - kritika znanstvene fantastike.
- Rozprawy i szkice (1974) - zbirka esejev
- Wysoki zamek (1975) - avtobiografija otroštva pred 2. svetovno vojno.
- Rozprawy i szkice (1975) - eseji in skice
- Lube Czasy (1995) - naslov se prevaja kot Dobri časi
- Dziury w całym (1995)
- Tajemnica chińskiego pokoju (1996) - zbirka mnenj o vdoru tehnologije v vsakdanje življenje
- Sex War (1996)
- Bomba megabitowa (1999)
- Okamgnienie (2000)
- Mój pogląd na literaturę (2003)
- Krótkie zwarcia (2004)
- Lata czterdzieste. Dyktanda. (2005) - Lemova dela iz 40. let 20. stoletja